# Verneugheol
Verneugheol is een gemeente in het Franse departement Puy-de-Dôme (regio Auvergne-Rhône-Alpes) en telt 280 inwoners (1999). De plaats maakt deel uit van het arrondissement Clermont-Ferrand.

## Geografie
De oppervlakte van Verneugheol bedraagt 33,8 km², de bevolkingsdichtheid is 8,3 inwoners per km².
De onderstaande kaart toont de ligging van Verneugheol met de belangrijkste infrastructuur en aangrenzende gemeenten.

## Demografie
Onderstaande figuur toont het verloop van het inwonertal (bron: INSEE-tellingen).